# Chiesa di Santa Maria Maggiore (Racconigi)
ASSUMPTAM
AETERNUM MONUMENTUM
RACCONIXIENSES
HOC TEMPLO RENOVATO P.P.»
(scritta che sovrasta il portale della chiesa)
La chiesa di Santa Maria Maggiore si trova a Racconigi (Cn). Di origine medioevale rifatta nel settecento, si affaccia nella omonima piazza a fianco del coevo ospedale Angelo Spada.

## Storia
La chiesa di Santa Maria sorse attorno al XII-XIII secolo nel sito attuale, diventando quindi la prima chiesa parrocchiale all'interno delle mura cittadine. Nei primi anni del settecento, a fronte dall'aumento vertiginoso della popolazione di Racconigi, la chiesa risultava troppo piccola per il crescente numero dei fedeli. In aperta rivalità con la vicina chiesa di San Giovanni, anch'essa in fase di riedificazione, gli abitanti della parrocchia decisero di affidare il rifacimento dell'antica parrocchiale all'architetto Carlo Antonio Castelli. L'architetto produsse numerosi progetti modificandoli in base alle necessità urbanistiche ma soprattutto in relazione agli scarsi fondi a disposizione. Il progetto definitivo venne sottoposto alla revisione di Filippo Juvarra che suggerì alcune lievi modifiche. Il cantiere venne inaugurato nel 1725 e la chiesa ultimata nel 1727. Solo nel 1777 fu però solennemente consacrata.

## Struttura
La pianta della chiesa è rettangolare ad unica navata con otto cappelle laterali e profonda abside circolare. L'interno è illuminato da finestre poste nella parte superiore delle pareti laterali, nell'abside e alla base della cupola. L'edificio è affiancato da un massiccio campanile posto sul lato sinistro a ridosso dell'abside, ospitante un concerto di 5 campane in do3. La chiesa è dotata di una notevole sagrestia con decorazioni in stucco e arredi lignei oltre a numerosi quadri aulcuni dei quali provengono dalla chiesa medievale dei Servi di Maria, abbattuta nel 1820.

## Interno
L'interno, ad aula unica, per la sua altezza e profondità spaziale, dà l'impressione di trovarsi in una nave rovesciata, nave di cui l'Assunta, raffigurata nella pala d'altare, è il timoniere e verso cui lo sguardo è attratto.
La volta è a botte, decorata da grandi medaglioni affrescati con cornici in stucco. Numerose le finestre con vetri policromi che danno luce all'interno della chiesa.
Le decorazioni sono in stucco e indorature con affreschi di Paoli Emilio Morgari
L'altare è in marmo policromo, la balaustra marmorea è del '700. Nel coro sono conservati i dipinti de "L'Adorazione dell'Ostia" e de "La Fede, la Speranza, la Carità".

### Cappelle
Otto cappelle, quattro per lato, fiancheggiano la navata centrale: esse non conservano opere di grande pregio (eccezion fatta per la tela di Sante Prunati), ma sono notevoli le cornici marmoree che inquadrano le diverse icone.
In senso antiorario:
- cappella di San Luigi Gonzaga 1863 con quadro raffigurante la Madonna, San Luigi Gonzaga, Sant'Ignazio di Loyola e San Filippo Neri.
- cappella della Madonna di Lourdes; affreschi settecenteschi
- cappella del Sacro Cuore di Gesù; statua risalente alla fine dell'800,
- cappella del Suffragio o della Anime, quadro delle Anime del Purgatorio (1704), opera di Sante Prunati di Verona.
- cappella della "Presentazione al Tempio di Maria", quadro settecentesco
- cappella di San Giuseppe, statua lignea del santo; affrescati con immagini di San Giovanni Battista e San Pietro.
- cappella del Crocefisso o della Crocefissione; due angeli in marmo con i simboli della passione.
- cappella di San Sebastiano, protettore contro la peste; l'altare settecentesco.

## Opere e arredi lignei
L'ingresso è costituito da una bussola del XVIII secolo che costituisce una seconda porta per l'accesso alla chiesa.
Vicino all'ingresso della chiesa, sul lato sinistro, è posto un bancone ligneo settecentesco, detto "Panchino delle Anime". Questo mobile era utilizzato dalla Compagnia del Suffragio per raccogliere le iscrizioni e i contributi alla pia unione.
Il pulpito del XVIII secolo a forma circolare è posto a cavallo tra la penultima e l'ultima cappella sinistra. In legno massiccio è sormontato dalla statua della Fede.